# 41.º governo republicano (Portugal)
O 41.º governo da Primeira República Portuguesa nomeado a 22 de novembro de 1924 e exonerado a 15 de fevereiro de 1925, foi liderado por José Domingues dos Santos. Por ser formado por personalidades da fação mais à esquerda ("canhota") do Partido Democrático, ficou para a histórica como Governo Canhoto.
A sua constituição era a seguinte:
| Cargo                               | Detentor | Detentor                                         | Período                                          |
| ----------------------------------- | -------- | ------------------------------------------------ | ------------------------------------------------ |
| Presidente do Ministério            |          | José Domingues dos Santos (1887–1958)            | 22 de novembro de 1924 a 15 de fevereiro de 1925 |
| Ministro do Interior                |          | José Domingues dos Santos (1887–1958)            | 22 de novembro de 1924 a 15 de fevereiro de 1925 |
| Ministro da Justiça e dos Cultos    |          | Pedro de Castro (1867–1943)                      | 22 de novembro de 1924 a 15 de fevereiro de 1925 |
| Ministro das Finanças               |          | Manuel Pestana Júnior (1886–1969)                | 22 de novembro de 1924 a 15 de fevereiro de 1925 |
| Ministro da Guerra                  |          | Hélder Ribeiro (1883–1973)                       | 22 de novembro de 1924 a 15 de fevereiro de 1925 |
| Ministro da Marinha                 |          | José Domingues dos Santos (interino) (1887–1958) | 22 de novembro de 1924 a 15 de fevereiro de 1925 |
| Ministro dos Negócios Estrangeiros  |          | João de Barros (1881–1960)                       | 22 de novembro de 1924 a 15 de fevereiro de 1925 |
| Ministro do Comércio e Comunicações |          | Plínio Silva (1890–1948)                         | 22 de novembro de 1924 a 15 de fevereiro de 1925 |
| Ministro das Colónias               |          | Carlos de Vasconcelos (1883–1928)                | 22 de novembro de 1924 a 15 de fevereiro de 1925 |
| Ministro da Instrução Pública       |          | António de Sousa Júnior (1871–1938)              | 22 de novembro de 1924 a 15 de fevereiro de 1925 |
| Ministro do Trabalho                |          | João de Deus Ramos (1878–1953)                   | 22 de novembro de 1924 a 15 de fevereiro de 1925 |
| Ministro da Agricultura             |          | Ezequiel de Campos (1874–1965)                   | 22 de novembro de 1924 a 15 de fevereiro de 1925 |